# Bruinkeelbladkrabber
De bruinkeelbladkrabber (Sclerurus mexicanus) is een zangvogel uit de familie Furnariidae (ovenvogels).

## Verspreiding en leefgebied
Deze soort komt voor in Midden-Amerika en telt twee ondersoorten:
- S. m. mexicanus: van zuidoostelijk Mexico tot Honduras.
- S. m. pullus: van Costa Rica tot westelijk Panama.

## Status
De grootte van de populatie is in 2019 geschat op 0,5-5 miljoen volwassen vogels. Op de Rode lijst van de IUCN heeft deze soort de status niet bedreigd.